# Heng Bo
Heng Bo eller Ho Po (även Bingyi) var en flodgud i kinesisk mytologi.
Heng Bo förknippades med Gula floden. Under långa perioder mottog han människooffer vid floden och sas ha blivit gud genom att offra sig själv i floden nedtyngd av stenar.